# عبد العزيز مزيان بلفقيه
عبد العزيز مزيان بلفقيه سياسي مغربي، من مواليد مدينة تاوريرت سنة 1944، وتوفي في 9 ماي 2010 بـمستشفى الشيخ زايد - بـ الرباط.، حصل على دبلوم مهندس مدني من المدرسة الوطنية للقناطر والطرق ودبلوم مهندس من المعهد الوطني للعلوم التطبيقية مليار وعلى شهادة الدروس المعمقة في الميكانيك الصلب (باريس) ودبلوم الدراسات العليا في تدبير المشاريع (جامعة ليل).‘‘‘‘
وقد بدأ عبد العزيز مزيان بلفقيه مشواره المهني سنة 1968 بوزارة الأشغال العمومية بصفة مهندس إعداد سد مولاي يوسف على نهر تاساوت. وعين سنة 1974 رئيسا للقسم التقني بمديرية الطرق ثم رئيسا لدائرة الأشغال العمومية والمواصلات بالرباط. كما عين غداة المسيرة الخضراء منسقا بالعيون لمجموع مصالح وزارة الأشغال العمومية والمواصلات بالأقاليم الجنوبية. وعند عودته إلى الرباط سنة 1978 شغل على التوالي، مناصب مدير المفتشية العامة بوزارة التجهيز والإنعاش الوطني ما بين 1978 و1980 ومدير الطرق والسير على الطرق من 1980 إلى 1983، وكاتب عام لوزارة الأشغال العمومية والتكوين المهني وتكوين الأطر ابتداء من سنة 1983 إلى غاية 1992. كما عين في 17 نونبر 1993 وزيرا للفلاحة والإصلاح الزراعي. حصل عام 1987 على وسام العرش من درجة فارس ووسام العرش من درجة ضابط. وفي 7 يونيو 1994 أعيد تعيينه وزيرا للفلاحة والإصلاح الزراعي في الحكومة التي ترأسها عبد اللطيف الفيلالي. وفي 31 يناير 1995 كلفه الملك الراحل الحسن الثاني بمهام وزير الأشغال العمومية والتكوين المهني وتكوين الأطر بالنيابة. وفي فبراير 1995 عين وزيرا للأشغال العمومية، وفي 13 غشت 1997 عين وزيرا للفلاحة والتجهيز والبيئة، وهو المنصب الذي شغله إلى غاية مارس 1998. وفي 24 أبريل 1998 عينه الملك الراحل الحسن الثاني مستشارا بالديوان الملكي. وفي ثالث مارس 1999 عين من طرف الملك الراحل الحسن الثاني رئيسا للجنة التي عهد إليها باقتراح مشروع لإصلاح نظام التربية والتكوين‘‘‘‘